# ドキドキホットライン
ドキドキホットラインは、東北放送製作のラジオ放送深夜のローカル番組。

## 特徴
- ドキドキホットラインの放送時間・曜日は改編期に変更される場合が多かった。

それは、東北放送の自社制作番組であったためスポンサー枠にとらわれることなく放送された為
どうしてもオールナイトニッポンの前座的位置であったり、日曜深夜の放送終了前に放送されることが多かった。
それにもかかわらず、10代前半のリスナーが多く、リスナーミーティングと称しTBCホールに集合し公開録音を行うこともあった。

## 放送内容
パーソナリティは当時宮城学院女子大学の学生であった伊勢みずほ（のちに新潟放送アナウンサー。現在は新潟県を中心としてローカルタレント・フリーアナウンサー）を起用し、リスナーからの投稿に依るものが多かった。
内容的に某掲示板の書き込み内容に近い要素（萌え・メイド（制服フェチ）・アニオタ・ロリコン）があった。
内容としては以下のとおり。
- 先輩彼女欲しいっすね～（唯一「電車男」的ファクターを持たないまじめな恋愛相談コーナー）
- リーディングストーリー
- うちのムーにゃん
- メイドさん・巫女さん・婦警さん
- チャイドルの持ってるお金はちっちゃい$

## 主な番組に関わる事象
- 公開録音（クリスマス会）時にミニスカサンタ（ディレクターの趣味）が登場した。
- 伊勢がメイドコスプレをした。
- 公開録音中に有る男性リスナーが女性リスナーに告白し、振られた。
- 番組放送当時タバコを吸うリスナーが皆無（99%未成年）で喫煙できる成人リスナーがスタジオ外でタバコを吸っていたら、業界人と間違われた。
- 伊勢みずほのバストに関するネタはタブーとされていたが、新潟放送に就職以降はリスナー間では解禁された。